# Europese kampioenschappen veldrijden 2020 - Vrouwen elite
Het Europees kampioenschap veldrijden 2020 voor vrouwen elite werd gehouden op zaterdag 7 november in het Nederlandse Rosmalen. De Nederlandse favoriete Ceylin del Carmen Alvarado won haar eerste titel.

## Uitslag
| Pos.          | Renster                    | Land                | Tijd      |
| ------------- | -------------------------- | ------------------- | --------- |
| Europese trui | Ceylin del Carmen Alvarado | Nederland           | 40'45"    |
| Zilver        | Annemarie Worst            | Nederland           | z.t.      |
| Brons         | Lucinda Brand              | Nederland           | + 22"     |
| 4             | Denise Betsema             | Nederland           | + 55"     |
| 5             | Perrine Clauzel            | Frankrijk           | + 1'13"   |
| 6             | Eva Lechner                | Italië              | + 1'18"   |
| 7             | Sanne Cant                 | België              | + 1'20"   |
| 8             | Yara Kastelijn             | Nederland           | + 1'41"   |
| 9             | Alicia Franck              | België              | + 1'48"   |
| 10            | Ellen Van Loy              | België              | + 1'59"   |
| 11            | Alice Maria Arzuffi        | Italië              | + 2'08"   |
| 12            | Loes Sels                  | België              | + 2'12"   |
| 13            | Sophie de Boer             | Nederland           | + 2'21"   |
| 14            | Laura Verdonschot          | België              | + 2'23"   |
| 15            | Marlène Petit              | Frankrijk           | + 2'30"   |
| 16            | Hélène Clauzel             | Frankrijk           | + 2'43"   |
| 17            | Lucía González Blanco      | Spanje              | + 2'45"   |
| 18            | Zina Barhoumi              | Zwitserland         | + 2'59"   |
| 19            | Suzanne Verhoeven          | België              | + 3'12"   |
| 20            | Karla Stepánová            | Tsjechië            | + 3'23"   |
| 21            | Ffion James                | Verenigd Koninkrijk | + 3'26"   |
| 22            | Amira Mellor               | Verenigd Koninkrijk | + 3'42"   |
| 23            | Joyce Vanderbeken          | België              | + 4'27"   |
| 24            | Aida Nuño Palacio          | Spanje              | + 4'46"   |
| 25            | Stefanie Paul              | Duitsland           | - 1 ronde |
| 26            | Nikola Bajgerová           | Tsjechië            | - 1 ronde |

| Pos. | Punten | Prijzengeld |
| ---- | ------ | ----------- |
| 1    | 100    | € 1.400     |
| 2    | 60     | € 800       |
| 3    | 40     | € 600       |
| 4    | 30     | -           |
| 5    | 25     | -           |
| 6    | 20     | -           |
| 7    | 17     | -           |
| 8    | 15     | -           |
| 9    | 12     | -           |
| 10   | 10     | -           |
| 11   | 8      | -           |
| 12   | 5      | -           |
| 13   | 4      | -           |
| 14   | 2      | -           |
| 15   | 1      | -           |

## Reglementen

### Landenquota
Nationale federaties mochten het volgende aantal deelnemers inschrijven:
- 8 rijdsters + 4 reserve rijdsters

### Startvolgorde
De startvolgorde per categorie was als volgt:
1. Meest recente UCI ranking veldrijden
2. Niet gerangschikte rensters: per land in rotatie (o.b.v. het landenklassement van het laatste WK). De startvolgorde van niet gerangschikte rensters binnen een team werd bepaald door de nationale federatie.

2003 · 
2004 · 
2005 · 
2006 · 
2007 · 
2008 · 
2009 · 
2010 · 
2011 · 
2012 · 
2013 · 
2014 · 
2015 · 
2016 · 
2017 · 
2018 · 
2019 ·
2020 ·
2021 ·
2022